# Výtvarné řešení rekonstruované trasy Kladenská–Velvarská
Výtvarné řešení rekonstruované trasy Kladenská–Velvarská byl investiční projekt hlavního města Prahy, při kterém měla vzniknout galerie uměleckých děl podél ulice Leninova (Evropská) od Vítězného náměstí k ruzyňskému letišti.

## Historie
Roku 1964 rozhodlo vedení hlavního města Prahy o rekonstrukci úseku Kladenská–Velvarská s tramvajovou tratí během výstavby Sídliště Červený Vrch a nově vybudované hlavní ulice, jejíž součástí mělo být i výtvarné řešení této trasy.
Příprava rekonstrukce se však protáhla na několik let. Až roku 1969 bylo zahájeno jednání se Svazem československých výtvarných umělců a umělci měli být k výtvarné spolupráci vyzváni formou interní soutěže. Jednalo se o umístění výtvarných děl v lokalitách v okolí Evropské třídy, v parcích, na sídlišti Červený vrch, u vokovického hřbitova a při odbočkách na staré a nové letiště v Ruzyni; některé lokality však byly vypuštěny při výsledcích soutěže
Celkem bylo osloveno 46 umělců. Na základě původní studie dopravního řešení připravil Ing. arch. Stanislav Hubička podklady, ve kterých byly stanoveny jednotlivé úkoly související s umístěním konkrétního uměleckého díla. Porota pak vybrala do každé lokality jednoho vítěze. Zadání požadovalo, aby umělci spolupracovali na úkolech s architekty, ale autoři často sami řešili složité prostorové vztahy a proto jim bylo doporučeno výtvarný návrh dále rozpracovat.
Došlo pouze k částečné realizaci a do roku 1972 bylo několik děl osazeno. Řada přihlášených umělců však již svým názorem nebo politickým postojem nevyhovovala normalizačnímu režimu a autoři časem svá díla umístili na jiné místo. Během let pak byly některé plastiky kolem Evropské rozbity nebo odstraněny. Tři návrhy - plastika u Vokovické školy, světelný poutač a orientační mapa Prahy - byly z celkového výtvarného řešení vypuštěny.

## Seznam uměleckých realizací
Seznam je řazen podle jmen výtvarných umělců.
| Název                        | Fotografie                                                          | Lokace                                                          | Autor                                         | Dílo Materiál                         | Poznámka |
| ---------------------------- | ------------------------------------------------------------------- | --------------------------------------------------------------- | --------------------------------------------- | ------------------------------------- | --- |
| Kamenný květ                 | Kategorie „Kamenný květ“ na Wikimedia Commons                       | Liboc Evropská 50°5′32,93″ s. š., 14°19′19,05″ v. d.            | Zdena Fibichová (1933–1991)                   | socha, trachyt                        | park mezi ulicemi Evropská a Vlastina                                                                                 |
| Dutá torza (†)               |                                                                     | Dejvice Evropská 1692/37 50°5′56,8″ s. š., 14°22′28,51″ v. d.   | Aleš Grim (1927–1994)                         | socha, bronz, travertin               | odstraněno |
| Zeď hřbitova ve Vokovicích   |                                                                     | Vokovice Evropská 28/200b 50°5′34,82″ s. š., 14°19′44,6″ v. d.  | Stanislav Hubička (*1930)                     | dekorativní stěna, beton              | Vokovický hřbitov |
| Tři postavy (†)              | Kategorie „Tři postavy (Miloslav Chlupáč)“ na Wikimedia Commons     | Vokovice Evropská 50°5′44,4″ s. š., 14°20′51,41″ v. d.          | Miloslav Chlupáč (1920–2008)                  | socha, pískovec                       | roh Evropské a Kladenské, socha je od roku 1984 v západní části ZOO Praha (viz obrázek)                               |
| Vzlet (†)                    |                                                                     | Ruzyně Lipská 50°6′52,45″ s. š., 14°17′10,21″ v. d.             | Jiří Novák (1922–2010)                        | socha, kov                            | Kulturní památka rejst. č. ÚSKP 105131 depozitář GHMP                                                                 |
| Dvojice (†)                  |                                                                     | Vokovice Evropská 50°5′49,52″ s. š., 14°21′3,98″ v. d.          | Zdeněk Palcr (1927–1996)                      | socha                                 | Červený Vrch, bývalá konečná stanice tramvaje č. 23, Dendrologická zahrada v Průhonicích (viz obrázek)                |
| Setkání u studny             | Kategorie „Setkání u studny (Bedřich Stefan)“ na Wikimedia Commons  | Dejvice Evropská 50°5′58,97″ s. š., 14°22′57,79″ v. d.          | Bedřich Stefan (1896–1982)                    | socha, pískovec                       | park mezi ulicemi Evropská a Velvarská                                                                                |
| Vrata hřbitova ve Vokovicích |                                                                     | Vokovice Evropská 28/200b 50°5′34,68″ s. š., 14°19′43,35″ v. d. | Josef Symon (*1932) Stanislav Hubička (*1930) | mříž, slitiny železa a neželezné kovy | Vokovický hřbitov |
| Adam a Eva (†)               | Kategorie „Napětí - Adam a Eva (Zdeněk Šimek)“ na Wikimedia Commons | Vokovice Evropská 689/148 50°5′53,29″ s. š., 14°21′32,44″ v. d. | Zdeněk Šimek (1927–1970)                      | socha, polychromovaný vápenec         | Červený Vrch, v Dendrologické zahradě v Průhonicích se nachází socha uváděná názvem Napětí – Adam a Eva (viz obrázek) |